# Aracruz (Espírito Santo)
Aracruz, amtlich portugiesisch Município de Aracruz, ist eine Gemeinde im brasilianischen Bundesstaat Espírito Santo. Ihre Fläche beträgt rund 1420,3 km² und ihre Bevölkerung betrug nach einer Schätzung zum 1. Juli 2021 104.942 Einwohner (rund 70 Einwohner pro Quadratkilometer).
In der Gemeinde liegen die Mündungen der Flüsse Piraquê-mirim und Piraquê-açu. Die Entfernung zur Hauptstadt Vitória beträgt 83 km. Umliegende Gemeinden sind Linhares, Fundão, Ibiraçu und João Neiva.

## Geschichte
Die aufgezeichnete Geschichte begann 1556, als zwei Jesuiten  (Braz Lourenço und Diogo Jácomo) die Stadt Santa Cruz unter dem Namen Aldeia Nova (Neues Dorf) gründeten. Aldeia Nova wurde später in Aldeia Velha (Altes Dorf) umbenannt. Aldeia Velha wurde 1848 offiziell als Stadt gegründet und änderte seinen Namen in Santa Cruz. 1943 erfolgte die Umbenennung der Stadt und des Kreises in Aracruz. Wichtigstes Wirtschaftsgut war das Jacaranda-Holz. Sauaçu wurde 1948 Hauptstadt, da es wirtschaftlich bedeutender war.
Kaiser Peter II. schlief 1860 in Santa Cruz. Er gestattet es 386 italienischen Familien in Santa Cruz zu siedeln. Diese gründeten die Fazenda Nova Trento (Neue Trento Farm) um das Jahr 1874. Eine weitere Welle italienischer Einwanderer kam  1872, als ein Schiff namens  Sofia 386 Italiener aus der Region Trento brachte. Diese gründeten die Nova Trento Kolonie.

## Bevölkerung
Heute leben in Aracruz ungefähr 1500 Indigene, die auf sechs Reservate verteilt sind: Caieiras Velha, Comboios, Irajá, Pau Brasil, Tekoá und Três Palmeiras. Sie liefern sich einen erbitterten Kampf mit der Papierindustrie, die ihr Land und ihre Lebensgrundlage bedroht. Diese Indianer sind in zwei Stämme geteilt: Tupiniquim und Guarani. Die Indianer sprechen nicht mehr ihre ursprünglichen Sprachen.